# And the Horse They Rode in On
And the Horse They Rode in On es el quinto álbum de la banda de rock de Minneapolis Soul Asylum. Fue producido por Steve Jordan junto al famoso productor de Rock en español y Rock anglosajón Joe Blaney.
Las versiones del álbum en vinilo, casete y disco compacto tienen carátulas diferentes, pero relacionadas.

## Lista de canciones
Todas las canciones fueron escritas por Dave Pirner, salvo aquellas en que se indica lo contrario.
1. "Spinnin'" – 2:37
2. "Bitter Pill" – 2:49
3. "Veil of Tears" – 4:06
4. "Nice Guys (Don't Get Paid)" – 4:45
5. "Something out of Nothing" – 3:15
6. "Gullible's Travels" – 4:18 (Murphy)
7. "Brand New Shine" – 3:15
8. "Easy Street" – 3:34 (Pirner, Murphy)
9. "Grounded" – 3:17
10. "Be on Your Way" – 3:01
11. "We 3" – 4:08
12. "All the King's Friends" – 3:09

- Datos: Q2314586